# سیارک ۱۲۷۵۱۵
سیارک ۱۲۷۵۱۵ (به انگلیسی: 127515 Nitta، نامگذاری:2002TY306)۱۲۷۵۱۵مین سیارک کشف شده‌است که در ۰۴ اکتبر ۲۰۰۲ کشف شد.